# 955년

## 연호
- 후주(後周) 현덕(顯德) 2년
- 요(遼) 응력(應曆) 5년
- 일본(日本) 덴랴쿠(天暦) 9년
- 남한(南漢) 건화(乾和) 13년
- 후촉(後蜀) 광정(廣政) 18년
- 남당(南唐) 보대(保大) 13년
- 북한(北漢) 건우(乾祐) 8년

## 기년
- 후주(後周) 세종(世宗) 2년
- 요(遼) 목종(穆宗) 5년
- 고려(高麗) 광종(光宗) 6년

## 탄생
- 키예프 루시의 대공 블라디미르 1세
- 11월 9일 - 고려 5대 국왕 경종
- 오토 2세, 신성 로마 제국 오토 왕가의 3번째 왕.